# Angola en los Juegos Olímpicos de Barcelona 1992
Angola estuvo representada en los Juegos Olímpicos de Barcelona 1992 por un total de 28 deportistas, 25 hombres y 3 mujeres, que compitieron en 6 deportes.
El equipo olímpico angoleño no obtuvo ninguna medalla en estos Juegos.